# Sông Selemdzha
Sông Selemdzha (tiếng Nga: Селемджа) là một sông ở tỉnh Amur của Nga. Đây là chi lưu lớn nhất của sông Zeya. Sông này dài 647 km. Lưu vực rộng 68600 km². Các chi lưu chính của nó gồm sông Ulma và sông Nora. Sông Selemdzha bị đóng băng từ đầu tháng 11 cho đến đầu tháng 5. Nó bắt nguồn từ dãy núi Jam-Alin' (Ям-Алинь) gần vịnh Uda ở biển Okhotsk và chảy về phía tây nam, qua Đường sắt Baikal Amur ngay phía tây Fevralsk và hội lưu với Zeya ở phía bắc của Đường sắt Xuyên Sibir và Blagoveshchensk.